# Bucu (gmina)
Bucu – gmina w Rumunii, w okręgu Jałomica. Obejmuje tylko jedną miejscowość Bucu. W 2011 roku liczyła 100 mieszkańców. 